# شین چول جین
شین چول جین (کره‌ای: 신철진؛ زادهٔ ۲۹ مه ۱۹۵۶) بازیگر اهل کره جنوبی است. او حرفهٔ بازیگری خود را با بازی در تئاتر Naughty in the West در سال ۱۹۷۶ آغاز کرد.

## فیلم‌شناسی

### مجموعه تلویزیونی
| سال  | عنوان                   | نقش              | منابع  |
| ---- | ----------------------- | ---------------- | ------ |
| ۲۰۱۴ | سرزمین طلا              | رئیس لی          | [ ۵ ]  |
| ۲۰۱۴ | ری‌ست                    | آقای اوه         | [ ۶ ]  |
| ۲۰۱۵ | روز موعود               | بیمار لی هه سونگ | [ ۷ ]  |
| ۲۰۱۶ | پایپر رنگارنگ           | شین وون چانگ     | [ ۸ ]  |
| ۲۰۱۶ | وزش نسیم                | آقای یو          | [ ۹ ]  |
| ۲۰۱۷ | سایمدانگ، خاطرات درخشان | مین وو           | [ ۱۰ ] |
| ۲۰۱۷ | آندانته                 | هان یونگ         | [ ۱۱ ] |
| ۲۰۱۶ | کاراگاه روح             | روح پدربزرگ      | [ ۱۲ ] |
| ۲۰۱۶ | قلعه آسمان              |                  | [ ۱۳ ] |
| ۲۰۱۹ | بازرس ویژه              |                  | [ ۱۴ ] |
| ۲۰۱۹ | خاطرات دادستان          | ریو جین          | [ ۱۵ ] |
| ۲۰۲۰ | سلام خداحافظ مامان!     | آقای چویی        | [ ۱۶ ] |
| ۲۰۲۱ | پسران راکتی             | پدربزرگ          |        |